# Neonauclea cyclophylla
Neonauclea cyclophylla är en måreväxtart som först beskrevs av Friedrich Anton Wilhelm Miquel, och fick sitt nu gällande namn av Elmer Drew Merrill. Neonauclea cyclophylla ingår i släktet Neonauclea och familjen måreväxter.
Artens utbredningsområde är Moluckerna. Inga underarter finns listade i Catalogue of Life.